# Балиева, Загипа Яхяновна
Загипа́ Яхя́новна (Яхияевна) Бали́ева (каз. Зағипа Яхияқызы Балиева; род. 3 октября 1958, с. Джаланаш, Кегенский район, Алматинская область) — казахстанский общественный и политический деятель, депутат Мажилиса Парламента Республики Казахстан IV, V, VI созывов (2009—2021). Уполномоченный по правам ребёнка (2016—2018). С 10 марта 2021 года по 30 октября 2022 годы — проректор Казахского национального аграрного исследовательского университета в городе Алма-Ате.

## Биография
Девичья фамилия — Исакова.
Родилась 3 октября 1958 года в селе Джаланаш Кегенского района Алматинской области.
Трудовую деятельность начала лаборантом СПТУ, проработав в этом учреждении с 1975 по 1976 годы.
В 1981 году окончила Казахский государственный университет им. С. М. Кирова по специальности юрист-правовед.
1981—1982 годы — юрисконсульт Джамбулского областного стройбанка;
В 1986—1992 годах — инспектор, заведующая отделом управления по учёту и распределению жилой площади Алматинского горисполкома.
В 1992—1994 годах — заведующая юридическим отделом аппарата главы Алматинской городской администрации.
Депутат Верховного Совета Республики Казахстан XIII созыва (1994—1995), работала заместителем председателя Комитета Верховного Совета Республики Казахстан по экономической реформе.
С марта 1995 года — секретарь, с января 1996 года — председатель Центральной избирательной комиссии Республики Казахстан.
1996—2005 годы — председатель Центральной избирательной комиссии Республики Казахстан.
С апреля 2005 года по 2 апреля 2009 года — министр юстиции Республики Казахстан.
С 3 апреля 2009 года по 10 января 2021 годы — депутат Мажилиса, член Комитета по законодательству и судебно-правовой реформе Мажилиса Парламента Республики Казахстан.
С 25 марта 2016 года по 12 июня 2018 года являлась уполномоченным по правам ребёнка в Республике Казахстан.

## Награды
- Орден Парасат (2011)[5]
- Орден Курмет (2001)[6]

Правительственные медали, в том числе:
- - Медаль «Астана» (1998)
  - Медаль «10 лет независимости Республики Казахстан» (2001);
  - Медаль «10 лет Конституции Республики Казахстан» (2005);
  - Медаль «10 лет Астане» (2008);
  - Медаль «20 лет независимости Республики Казахстан» (2011);
  - Медаль «20 лет Конституции Республики Казахстан» (2015);
  - Медаль «25 лет независимости Республики Казахстан» (2016);
  - Медаль «20 лет Астане» (2018);
  - Медаль «25 лет Конституции Республики Казахстан» (2020);

## Семейное положение
Замужем (муж — Балиев Мухтар Абзалович), имеет четверых сыновей (Данияр, Ернар, Алияр, Нурсултан), двух дочерей (Альдара Бегим, Дария Бегим).